# Somewhere Over the Rainbow (singel Ariany Grande)
Somewhere Over the Rainbow – utwór amerykańskiej wokalistki, Ariany Grande. Został on wydany jako singel charytatywny 6 czerwca 2017 roku nakładem wytwórni Republic Records po sukcesie One Love Manchester, które miało na celu uzbierać pieniądze dla ofiar ataku na arenie w Manchesterze 22 maja 2017 roku, gdzie odbył się jeden z koncertów artystki na trasie Dangerous Woman Tour.
Grande wystąpiła z singlem po raz pierwszy 4 czerwca 2017 roku podczas wydarzenia One Love Manchester, emitowanego na całym świecie. Od 7 czerwca artystka dodała utwór do setlisty trasy koncertowej promującej jej trzeci studyjny album, Dangerous Woman.
Singel uplasował się na miejscu sześćdziesiątym listy UK Singles Chart.

## Listy
| Listy (2017)                               | Najwyższa pozycja |
| ------------------------------------------ | ----------------- |
| UK Singles Chart (Official Charts Company) | 60                |